# Kattavía
Kattavía är en ort i Grekland.   Den ligger i prefekturen Nomós Dodekanísou och regionen Sydegeiska öarna, i den sydöstra delen av landet, 400 km sydost om huvudstaden Aten. Kattavía ligger 54 meter över havet och antalet invånare är 590.
Terrängen runt Kattavía är kuperad åt nordost, men åt sydväst är den platt. Havet är nära Kattavía västerut. Runt Kattavía är det glesbefolkat, med 8 invånare per kvadratkilometer. Närmaste större samhälle är Gennadi, 16,0 km nordost om Kattavía. 